# Reial Societat Espanyola d'Història Natural
La Reial Societat Espanyola d'Història Natural, RSEHN, es constitueix en 1871 sota la denominació de Societat Espanyola d'Història Natural, SEHN. És la degana entre les societats científiques d'Espanya de caràcter privat. Té com a fins el foment de la investigació i l'estudi de la naturalesa en tots els seus camps, la difusió d'aquests coneixements, la defensa del patrimoni natural i contribuir a la formació del professorat a tots els seus nivells en el que concerneix aquestes matèries.

## Socis fundadors
- José Argumosa.
- Ignacio Bolívar y Urrutia.
- Cristina Brunetti de Lasala, duquessa de Mandas.
- Francisco Cala.
- Miguel Colmeiro y Penido.
- Antonio Cipriano Costa.
- Cesáreo Fernández Losada.
- Saturnino Fernández de Salas.
- Manuel María José de Galdo.
- Joaquín González Hidalgo.
- Pedro González de Velasco.
- Angel Guirao y Navarro.
- Amalia de Heredia, Marquesa Vídua de Casa Loring.
- Joaquín Hyssern.
- Marcos Jiménez de la Espada.
- Josefa Lacerda y Palafoz, Comtessa d'Oñate.
- Rafael Martínez Molina.
- Francisco de Paula Martínez y Sáez.
- Manuel Mir y Navarro.
- Patricio María Paz y Membiela.
- Sandalio Pereda y Martínez.
- Laureano Pérez Arcas.
- José María Solano y Eulate.
- Serafín de Uhagón y Vedia.
- Juan Vilanova y Piera.
- Bernardo Zapater y Marconell.

## Presidents honoraris
- 1920 Ignacio Bolívar y Urrutia.
- 1932 Santiago Ramón y Cajal.
- 1934 Joaquim Maria de Castellarnau i Lleopart.
- 1946 Eduardo Hernández Pacheco.
- 1973 Francisco Hernández-Pacheco de la Cuesta.
- 1977 Salustio Alvarado Fernández.
- 2005 Antonio Perejón Rincón.

## Presidents
- 1871-1872 Miguel Colmeiro y Penido.
- 1873 Laureano Pérez Arcas.
- 1874 Ramón Llorente y Lázaro.
- 1875 Manuel Abeleira.
- 1876 Sr. Marquès de la Ribera.
- 1877 Sandalio Pereda y Martínez.
- 1878 Juan Vilanova y Piera.
- 1879 Federico de Botella y de Hornos.
- 1880 José Macpherson y Hemas.
- 1881 Angel Guirao y Navarro.
- 1882 Máximo Laguna y Villanueva.
- 1883 Manuel Fernández de Castro.
- 1884 Pedro Sainz Gutiérrez.
- 1885 Serafín de Uhagón y Vedia.
- 1886 Antonio Machado y Núñez.
- 1887 Carlos Castel y Clemente.
- 1888 Manuel M J de Galdo.
- 1889 Ignacio F de Henestrosa, Conde de Moriana.
- 1890 Francisco de P Martínez y Sáez.
- 1891 Carlos de Mazarredo.
- 1892 Laureano Pérez Arcas.
- 1893 Máximo Laguna y Villanueva.
- 1894 Daniel de Cortazar y de la Rubia.
- 1895 Marcos Jiménez de la Espada.
- 1896 José Solano y Eulate, Marquès del Socorro.
- 1897 Santiago Ramón y Cajal.
- 1898 Manuel Antón y Ferrándiz.
- 1899 Primitivo Artigas y Teixidor.
- 1900 Gabriel Puig y Larraz.
- 1901 Blas Lázaro e Ibiza.
- 1902 Federico Olóriz y Aguilera.
- 1903 Zoilo Espejo.
- 1904 José Rodríguez Mourelo.
- 1905 Salvador Calderón Arana.
- 1906 Florentino Azpeitia y Moros.
- 1907 José Casares Gil.
- 1908 Luis Simarro Lacabra.
- 1909 José Gómez Ocaña.
- 1910 Joaquín González-Hidalgo Rodríguez.
- 1911 Emilio Rivera y Gómez.
- 1912 Ricardo Codorniu.
- 1913 Juan M Díaz del Villar.
- 1914 José Madrid Moreno.
- 1915 Fernando García Arenal.
- 1916 José María Dusmet y Alonso.
- 1917 Eduardo Hernández-Pacheco.
- 1918 Gustavo Pittaluga.
- 1919 Antonio Martínez y Fernández Castillo.
- 1920 Romualdo González Fragoso.
- 1921 Manuel Aulló y Costilla.
- 1922 Ricardo García Mercet.
- 1923 Domingo de Orueta.
- 1924 Antonio Casares Gil.
- 1925 Antonio García Varela.
- 1926 Pío del Río Hortega.
- 1927 Lucas Fernández Navarro.
- 1928 Luis de Hoyos Sainz.
- 1929 Ricardo Duque de Estrada, Comte de la Vega del Sella.
- 1930 Luis Lozano Rey.
- 1931 José Goyanes Capdevilla.
- 1932 Francisco de las Barras de Aragón.
- 1933 Antonio de Zulueta y Escolano.
- 1934 Teófilo Hernando y Ortega.
- 1935 Cruz Gallástegui Unamuno.
- 1936-1938 Lluís Crespí Jaume.
- 1939 Rvdo P Filiberto Díez-Tosaos.
- 1940-1943 José María Dusmet y Alonso.
- 1944-1946 Vacante.
- 1947 Emilio Fernández Galiano.
- 1948 Miguel Benlloch Martínez.
- 1949 Francisco Hernández-Pacheco.
- 1950 Ismael del Pan Fernández.
- 1951 Salustio Alvarado Fernández.
- 1952 Luis Velaz de Medrano.
- 1953 Enrique Álvarez López.
- 1954 Maximino San Miguel de la Cámara.
- 1955 Salvador Rivas Goday.
- 1956 Clemente Saenz García.
- 1957 Alfonso de Alvarado Medina.
- 1958 Juan Gómez-Menor Ortega.
- 1959 José María Albareda Herrera.
- 1960 Luis Ceballos y Fernández de Córdoba.
- 1961 José Luis Amorós Pórtoles.
- 1962 Joaquín Gómez de Llarena y Pou.
- 1963 Santiago Alcobé Noguer.
- 1964 Bermudo Meléndez Meléndez.
- 1965 Alfredo Carrato Ibáñez.
- 1966 Gonzalo Ceballos Fernández de Córdoba.
- 1967 José María Fuster Casas.
- 1968 Francisco Bernis Madrazo.
- 1969 Carlos Vidal Box.
- 1970 Fernando Lozano Cabo.
- 1971 Manuel Alía Medina.
- 1972-1973 Dimas Fernández-Galiano Fernández.
- 1974-1975 Francisco de Pedro Herrera.
- 1976-1977 Rafael Alvarado Ballester.
- 1978-1979 Lorenzo Vilas Minondo.
- 1980-1981 Eugenio Ortiz de Vega.
- 1982-1983 Emilio Fernández-Galiano Fernández.
- 1984-1985 Javier de Pedraza Gilsanz.
- 1986-1987 Joaquín Fernández Pérez.
- 1988-1989 Carlos Martín Escorza.
- 1990-1991 Carmen Téllez Nogués.
- 1992-1993 Antonio Goy Goy.
- 1994-1995 Rafael Hernández Tristán.
- 1996-1997 Alfonso Sopeña Ortega.
- 1998-1999 Benjamín Fernández Ruiz.
- 2000-2001 Álvaro García Quintana.
- 2002-2003 Santiago Castroviejo Bolíbar.
- 2004-2005 Manuel Segura Redondo.
- 2006-2007 José Luis Viejo Montesinos.